# Ослинка
Ослинка — деревня в Жиздринском районе Калужской области, в составе сельского поселения «Деревня Акимовка». Население — 92 чел.
Возле деревни расположен крупный воинский мемориал, в котором захоронен прах свыше 5 тысяч солдат и офицеров Красной Армии, погибших в 1942-1943 годах в боях на территории Жиздринского района.

## История
В изданной Императорского общества истории и древностей российских в 1902 году «Сотницы (1537—1597) Грамоты и Записи (1561—1696)» автора Сергея Шумакова за 1595 год упомянута в числе прочих и деревня Осленка на речке на Осленке:

Д. Осленка на ръчкъ на Осленкъ, а въ ней крестьянъ: во дв. Олешка Прокофьевъ, во дв. Петрушка Ортемовъ, во дв. Истома Васильевъ, во дв. Никонко Никитинъ,…(перечисляются дворы крестьян). Пашни паханые худые земли 40 ч. въ полъ, а въ дву потому жъ; съна по заполью 10 к.; лъсу чорног зъ бортными ухожи въ длину до большой дороги на 2 в., а поперегъ на версту. Да на ръчкъ на Осленке меленка колонтовка. — Выпись с писцовых книг Т. Г. Вельяминова и А. И. Колтовскаго с товарищами на вотчины «Свинскаго» монастыря в городе Брянске и Брянском уезде от 7 апреля 1595
В «Списке населенных мест Калужской губернии» за 1859 год упоминается как казённая деревня Жиздринского уезда, в которой имелась сельская расправа, насчитывалось 105 дворов и проживало 732 человека.